# Flavi Ablavi
Flavi Ablavi (llatí: Flavius Ablavius) va ser un polític i militar romà del segle iv nadiu de Creta. Nascut dins les classes baixes, va anar escalant políticament gràcies al favor de Constantí el Gran fins a arribar a ser cònsol el 331.
Va començar la seva carrera política al servei del governador i més tard es va dedicar al comerç marítim. Era cristià, segurament per conveniència, i gràcies a això es va guanyar la confiança de Constantí, qui el va convertir en el seu favorit, fins al punt que la seva filla Olímpia fou promesa al fill de Constantí, Constant. El 315 era vicari d'Itàlia, i del 326 al 337 consta com a prefecte del Pretori a l'Orient. El 331 fou cònsol juntament amb Juni Anni Bas. Després de la mort de Constantí el 337, va caure en desgràcia i es va retirar a les seves terres de Bitínia, però el nou emperador Constanci, fill de Constantí, el va fer matar el 338.
En el terreny literari, es va enfrontar amb el filòsof Sòpater. Sidoni Apol·linar en va preservar un epigrama que li ha estat atribuït, però que és d'autoria dubtosa.